# Akvaporin
A sejtélettan akvaporinnak (szakirodalomban: aquaporin) nevezi a sejtmembránba épült, molekuláris pórusokat formáló, fehérje szerkezetű vízcsatornákat, amelyek lehetővé teszik az erősen poláris jellegű vízmolekula kétirányú szelektív transzportját a sejtmembrán apoláros lipid kettős rétegén keresztül. Az akvaporin különböző molekuláris formái az egész élővilágban, a baktériumoktól az állati sejtekig megtalálhatók.

## Az akvaporinok jelentősége

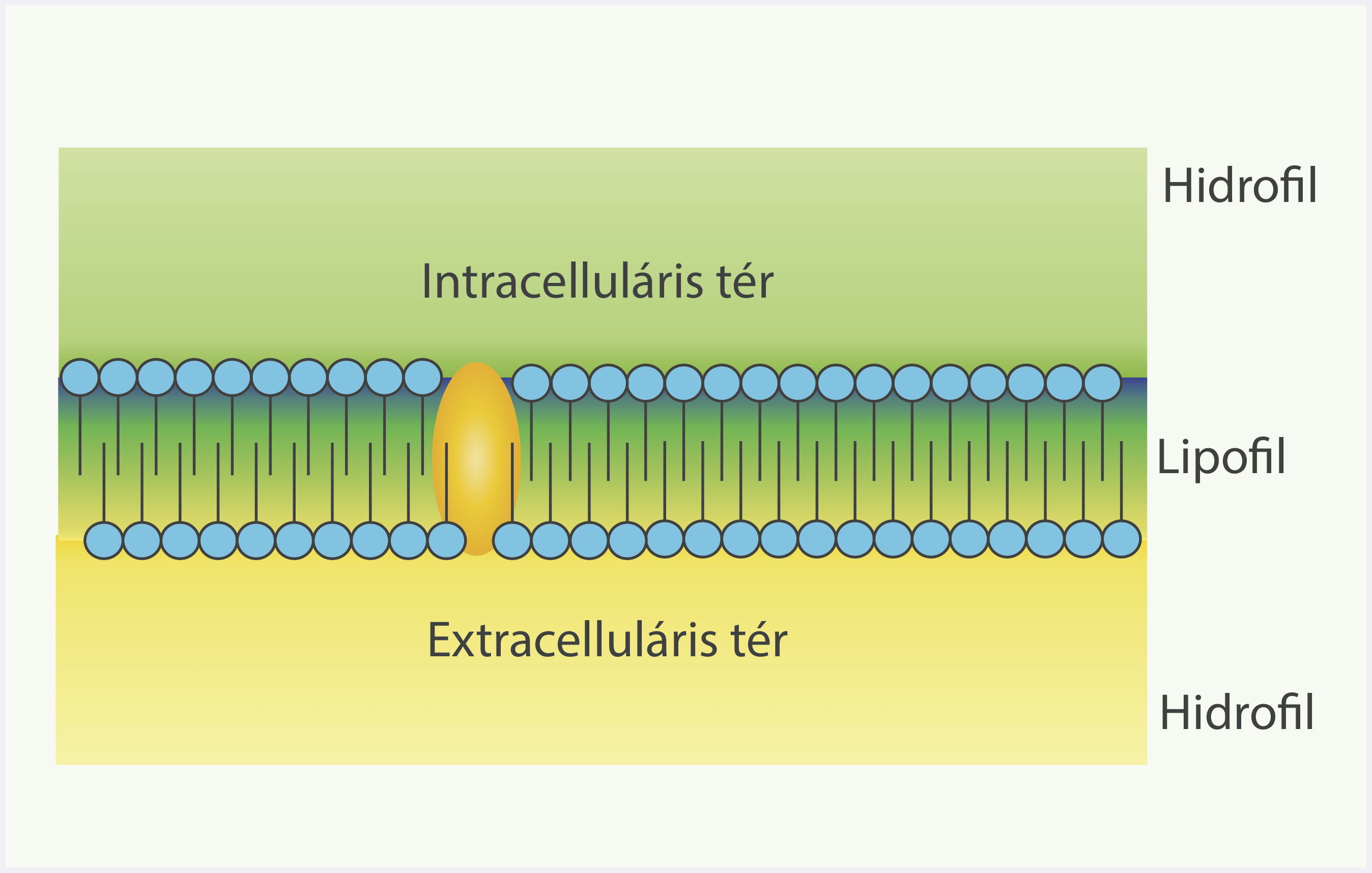
A víz számára átjárhatatlan plazmamembrán kettős lipid rétegének vázlatos képe. A lipid membránban „úszva”, különböző funkciókra specializálódott fehérjék épülhetnek be

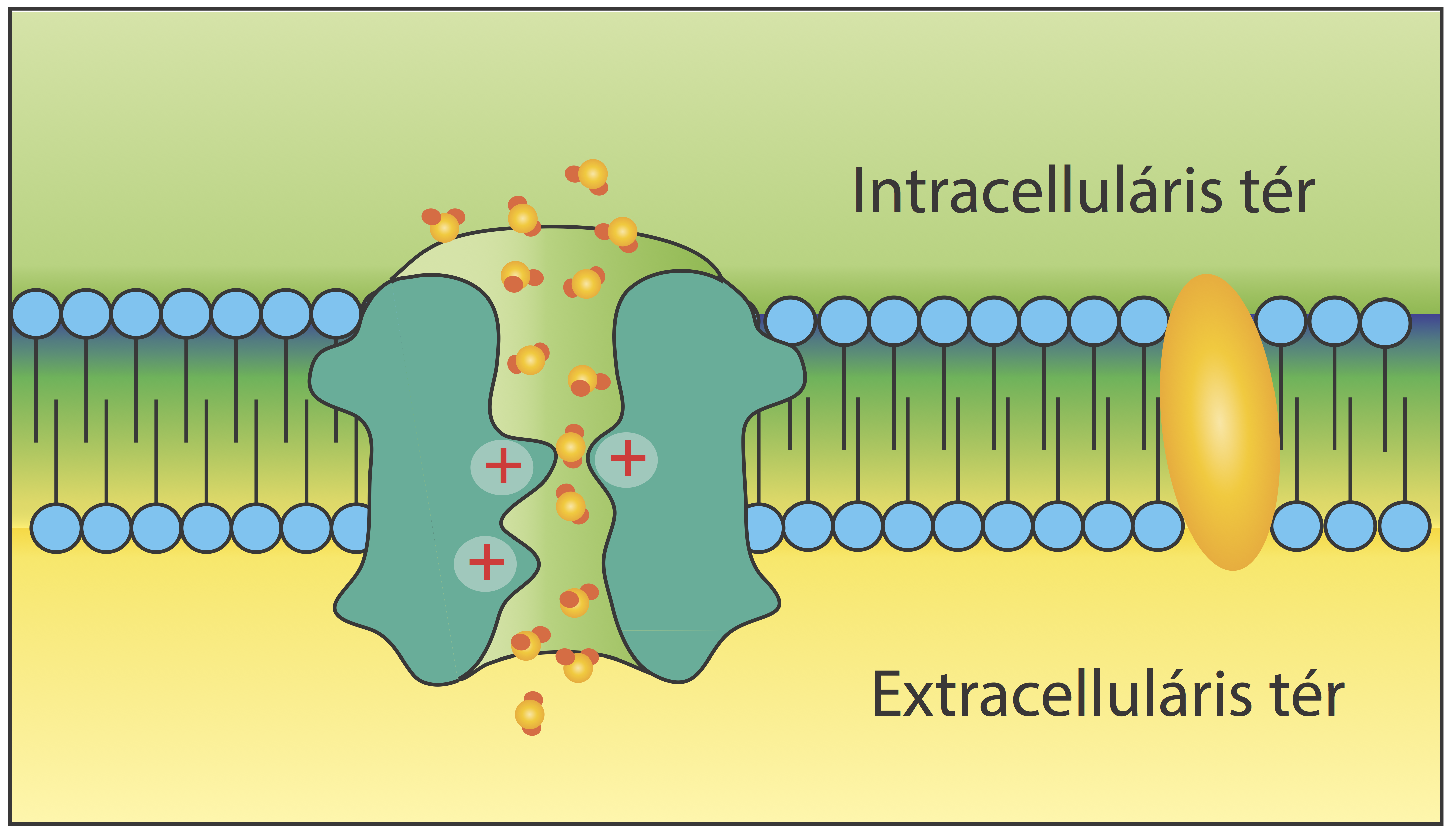
Az akvaporin plazmamembránba ágyazódott modellje. A szelepként működő vízcsatorna másodpercenként 3 milliárd vízmolekula átengedésére képes.

A legtöbb sejtet azonos elv alapján felépülő, rugalmas plazmamembrán (más néven sejtmembrán) veszi körül, amely lehetővé teszi a sejt biokémiai értelemben vett dinamikus állandóságát. A sejtet határoló plazmamembrán a biztosítéka annak, hogy a belső, intracelluláris állapot kémiai összetételében jelentősen eltérhessen a sejtet körülvevő folyadéktér vagy élettér összetételétől. A sejt életfunkcióihoz szükséges összes molekula – így a víz is – csak a plazmamembránon keresztül juthat a sejt belsejébe, illetve a sejt feleslegessé váló anyagai is csak a membránon keresztül tudnak a sejtből távozni.
A ma általánosan elfogadott modell szerint a plazmamembrán kémiai felépítését nézve foszfolipid-molekulák kettős rétegbe rendeződött struktúrája. A kettős réteget alkotó lipidek mindkét monorétege a hidrofób (víztaszító) zsírsavláncaikkal egymással szembefordulva helyezkednek el, ily módon a membrán belseje felé apoláris, kifele poláris karaktert adva a membránnak. A membrán belseje ennek következtében zsíroldószerként viselkedik, melyeken keresztül a zsíroldékony anyagok (pl. zsíroldékony vitaminok) könnyedén átjuthatnak, de a víz és a vízben oldott anyagok átjutása akadályozott.
Ezzel szemben a tapasztalat azt mutatja, hogy a zsíroldószerként viselkedő plazmamembránon vízoldékony anyagok, elektrolitok, valamint a sejt legfőbb oldószere, a víz molekulái is képesek átjutni. A sejtet alkotó molekulák túlnyomó többsége víz. Ebből következik, hogy léteznie kell egy mechanizmusnak, amely a sejtmembránon át (mindkét irányba) képes vizet transzportálni.
A víz és a benne oldott molekulák sejtbe jutását a membránba integránsan beépült fehérjék, az úgynevezett transzportfehérjék teszik lehetővé. Az eltérő szerkezetű molekulák transzportjára különböző fehérjék, fehérjecsaládok alakultak ki. A víz transzportjáért felelős membránfehérjék – amelyekből a jelenlegi tudásunk szerint az emlősök szervezetében 11-féle típus ismert – az akvaporin fehérjecsaládhoz tartoznak. Az akvaporinokat a felfedezésük sorrendjében sorszámmal látták el (akvaporin-1, akvaporin-2 stb. vagy AQP-1, AQP-2), amelyet a szakirodalom ennek megfelelően használ.
Az akvaporinok családjához tartozó transzporterek fehérjeszerkezetükben kissé eltérnek egymástól, mely eltéréseknek jelentős működésbeli következményei lehetnek, és ennek megfelelően különböző sejttípusokban, szövetekben, szervekben találhatók, de valamelyik formájuk minden sejt membránjában jelen van. Az akvaporin-vízcsatornákon átjutó víz transzportja úgynevezett passzív transzportnak tekinthető, vagyis külön energia felhasználást nem igényel a sejttől. A transzport hajtóereje az az ozmotikus gradiens, amely a membrán két oldala között fennáll. Amennyiben ez megszűnik vagy kiegyenlítődik, a víz transzportja is megszűnik.
Az akvaporinokra nem úgy kell tekinteni, mint a sejtmembránba ékelődött vízáteresztő „lyukakra”, amelyeken szabadon ki- vagy beáramlik a víz, hanem úgy, mint biokémiai mechanizmusokkal (pl. hormonokkal) szigorúan szabályzott szelepekre, amelyeken át a sejt szükségleteinek megfelelően áramlik a víz. Hangsúlyozni kell, hogy az akvaporin szelektíven csak a vízmolekulák transzportjára alkalmas mechanizmus, a vízben oldott ionok és más anyagok transzportjára más mechanizmusok állnak a sejt rendelkezésére. A sejtek vízpermeabilitása az akvaporin vízcsatornák számától és tulajdonságaitól függően változó.